# Amely Bölte
Amalie Charlotte Elise Marianne Bölte, nota come Amely Bölte (Rehna, 6 ottobre 1811 – Wiesbaden, 15 novembre 1891), è stata una scrittrice tedesca.

## Biografia
Nata a Rehna, in Germania, Bölte era una dei sei figli dell'avvocato e sindaco di Rehna Johann Christoph Bölte e di Güstrow Amalia Louisa. 
Il successivo sindaco di Hagenow, Ernst Bölte era suo fratello maggiore, inoltre la scrittrice e traduttrice Fanny Tarnow era sua zia materna.
Nel 1822 fece ripetuti, lunghi soggiorni a Bad Doberan con sua zia, che diede una grande impressione su Bölte.  Nel 1825 si fidanzò su richiesta di suo padre, che non desiderava che diventasse come sua zia.  Tuttavia, la ragazzo si lasciò nel 1827, a causa dell'influenza della zia.
Nel 1828 fu impiegata nella casa del ciambellano von Könnemann a Pritzier, dove completò la propria istruzione. Nel 1839 parte per l'Inghilterra, per studiare inglese. Li diviene letteraria e nei suoi primi lavori parla della vita sociale delle classi superiori inglesi, poi scrisse romanzi socialmente critici. Inoltre fatto una campagna per l'emancipazione delle donne, in particolare per il miglioramento della situazione delle donne che lavorano e senza aiuto.
Nel 1848 pubblicò il suo primo romanzo, Erzählungen aus der Mappe einer Deutschen in London, grazie a cui inizia ad avere successo.
Nel 1852 tornò in Germania, si stabilì a Dresda e iniziò a pubblicare numerose opere.  Questi erano principalmente romanzi biografici e immagini storiche.  Nel 1866 viaggiò a Parigi e Roma.  Successivamente, visse temporaneamente a Karlsruhe e poi dal 1879 a Wiesbaden, dove morì il 15 novembre 1891.

## Opere
- Luise oder Die Deutsche in England. Erzählung. 1846
- Erzählungen aus der Mappe einer Deutschen in London, Lipsia 1848
- Visitenbuch eines deutschen Arztes in London. Zwei Bände. Berlino 1852
- Eine deutsche Palette in London. Erzählung. 1853
- Männer und Frauen. Novellen. Zwei Bände. 1854
- Das Forsthaus. Roma. 1855
- Eine gute Versorgung. Roma. Zwei Bände. 1856
- Liebe und Ehe. Erzählungen. Hamburg 1857
- Frau von Staël. Roma. Drei Bände. 1859
- Maria Antonia oder Dresden vor 100 Jahren. Zeitbild. 1860
- Winkelmann oder: Von Stendal nach Rom. Kulturhistorischer Roman. Drei Bände. Berlino 1861
- Juliane von Krüdener und Kaiser Alexander. Zeitbild. 1861
- Vittorio Alfieri und seine vierte Liebe oder: Turin und Florenz. Historisches Zeitbild. Zwei Bände. Berlino 1862
- Frauenbrevier. 1862
- Harriet Wilson. Roma. 1862
- Moderne Charakterköpfe. Drei Bände. Wien 1863
- Franziska von Hohenheim. Eine morganatische Ehe. Roma. Zwei Bände. 1863
- Die Mantelkinder. Roma. Zwei Bände. 1864
- Der Edelhof. Schauspiel. 1865
- Fanny Tarnow. Ein Lebensbild. Berlin 1865
- Weiter und weiter. Roma. 1867
- Die Welfenbraut. Roma. 1867
- Streben ist Leben. Drei Bände. 1868
- Prinzessin Wilhelmine von Preußen. Historischer Roman. 1868
- Ein Thron und kein Geld. Roman. Zwei Bände. 1869
- Sonnenblume. Novelle. 1869
- Die Töchter des Obersten. Roman. Zwei Bände. 1872
- Elisabeth oder Eine deutsche Jane Eyre. Roma. Zwei Bände. Wien 1873
- Wohin führt es?. Roma. Zwei Bände. 1874
- Neues Frauenbrevier. 1876  (2. Auflage. Leipzig 1877)
- Die Gefallene. Erzählung. 1882